# 日吉本町
日吉本町（ひよしほんちょう）は、神奈川県横浜市港北区の町名。現行行政地名は日吉本町一丁目から日吉本町六丁目。住居表示実施済区域。

## 地理
港北区の北部に位置し、東に日吉、南東に箕輪町、南に綱島西、西に高田東、北に下田町と接している。

### 地価
住宅地の地価は、2025年（令和7年）1月1日の公示地価によると、日吉本町一丁目5-10の地点で65万8000円/m²、日吉本町三丁目36-6の地点で36万2000円/m²、日吉本町五丁目42-13の地点で31万円/m²となっている。

## 歴史

### 沿革
かつてはこの場所は概ね橘樹郡駒林村であった。
- 1889年（明治22年）4月1日 - 町村制施行に伴い橘樹郡日吉村大字駒林となる。
- 1937年（昭和12年）4月1日 - 日吉村が横浜市に編入し、横浜市神奈川区日吉本町となる[9]。
- 1939年（昭和14年）4月1日 - 港北区の新設により、横浜市港北区日吉本町となる[10]。
- 1947年（昭和22年）3月12日 - 耕地整理により、高田町との境界を変更[11]。
- 1949年（昭和24年）3月1日 - 耕地整理により、日吉本町の一部を綱島町へ編入、北綱島町、南綱島町の各一部を日吉本町に編入、箕輪町との境界を変更[12]。
- 1969年（昭和44年）10月1日 - 行政区の再編成に伴い、港北区を再配置。横浜市港北区日吉本町となる[13]。
- 1977年（昭和52年）3月6日 - 土地区画整理事業の施行に伴い、日吉本町の一部を高田町へ編入[14]。
- 1977年（昭和52年）8月1日 - 住居表示の実施に伴い、日吉本町の一部を日吉一丁目、日吉四丁目へ編入[15]。
- 1977年（昭和52年）11月21日 - 土地区画整理事業の施行に伴い、高田町との境界を変更[15]。
- 1984年（昭和59年）7月23日 - 住居表示の実施に伴い、日吉本町の一部を下田町一丁目、下田町四丁目、下田町五丁目へ編入[16]。
- 1987年（昭和62年）7月20日 - 住居表示の実施に伴い、日吉本町の一部から日吉本町三丁目、日吉本町四丁目を新設し、日吉本町の一部を高田町、箕輪町へ編入[17]。
- 1988年（昭和63年）7月25日 - 住居表示の実施に伴い、日吉本町の一部から日吉本町一丁目、日吉本町二丁目、日吉本町五丁目、日吉本町六丁目を新設、残部を箕輪町へ編入し、日吉本町を廃止[17]。
- 1994年（平成6年）11月6日 - 行政区の再編成に伴い、港北区を再配置。横浜市港北区日吉本町一丁目〜六丁目となる[18]。

### 町名の変遷
| 実施後         | 実施年月日                | 実施前（各町名ともその一部） |
| -------------- | ------------------------- | ---------------------------- |
| 日吉本町一丁目 | 1988年（昭和63年）7月25日 | 日吉本町、箕輪町（各一部）   |
| 日吉本町二丁目 | 1988年（昭和63年）7月25日 | 日吉本町（一部）             |
| 日吉本町三丁目 | 1987年（昭和62年）7月20日 | 日吉本町、箕輪町（各一部）   |
| 日吉本町四丁目 | 1987年（昭和62年）7月20日 | 日吉本町、箕輪町（各一部）   |
| 日吉本町五丁目 | 1988年（昭和63年）7月25日 | 高田町、日吉本町（各一部）   |
| 日吉本町六丁目 | 1988年（昭和63年）7月25日 | 日吉本町（一部）             |

## 世帯数と人口
2025年（令和7年）6月30日現在（横浜市発表）の世帯数と人口は以下の通りである。
| 丁目           | 世帯数     | 人口     |
| -------------- | ---------- | -------- |
| 日吉本町一丁目 | 1,956世帯  | 3,252人  |
| 日吉本町二丁目 | 3,162世帯  | 5,545人  |
| 日吉本町三丁目 | 2,782世帯  | 5,388人  |
| 日吉本町四丁目 | 3,579世帯  | 7,682人  |
| 日吉本町五丁目 | 1,408世帯  | 2,811人  |
| 日吉本町六丁目 | 1,590世帯  | 3,422人  |
| 計             | 14,477世帯 | 28,100人 |

### 人口の変遷
国勢調査による人口の推移。
| 年                 | 人口   |
| ------------------ | ------ |
| 1995年（平成7年）  | 24,121 |
| 2000年（平成12年） | 23,125 |
| 2005年（平成17年） | 23,242 |
| 2010年（平成22年） | 26,948 |
| 2015年（平成27年） | 27,978 |
| 2020年（令和2年）  | 28,594 |

### 世帯数の変遷
国勢調査による世帯数の推移。
| 年                 | 世帯数 |
| ------------------ | ------ |
| 1995年（平成7年）  | 10,857 |
| 2000年（平成12年） | 10,904 |
| 2005年（平成17年） | 11,104 |
| 2010年（平成22年） | 12,887 |
| 2015年（平成27年） | 13,527 |
| 2020年（令和2年）  | 14,208 |

## 学区
市立小・中学校に通う場合、学区は以下の通りとなる（2024年11月時点）。
| 丁目           | 番・番地等                  | 小学校               | 中学校                 |
| -------------- | --------------------------- | -------------------- | ---------------------- |
| 日吉本町一丁目 | 全域                        | 横浜市立日吉台小学校 | 横浜市立日吉台中学校   |
| 日吉本町二丁目 | 1〜13番 31番、32番 34〜42番 | 横浜市立日吉台小学校 | 横浜市立日吉台中学校   |
| 日吉本町二丁目 | 14〜30番 33番 43〜66番      | 横浜市立駒林小学校   | 横浜市立日吉台西中学校 |
| 日吉本町三丁目 | 27番、33番 40〜45番         | 横浜市立駒林小学校   | 横浜市立日吉台西中学校 |
| 日吉本町三丁目 | 1〜19番 26番                | 横浜市立日吉台小学校 | 横浜市立日吉台中学校   |
| 日吉本町三丁目 | 20〜25番 28〜32番 34〜39番  | 横浜市立日吉南小学校 | 横浜市立日吉台中学校   |
| 日吉本町四丁目 | 1〜14番                     | 横浜市立日吉南小学校 | 横浜市立日吉台中学校   |
| 日吉本町四丁目 | 15〜28番                    | 横浜市立北綱島小学校 | 横浜市立日吉台中学校   |
| 日吉本町五丁目 | 全域                        | 横浜市立駒林小学校   | 横浜市立日吉台西中学校 |
| 日吉本町六丁目 | 1番〜24番2号 25〜69番       | 横浜市立駒林小学校   | 横浜市立日吉台西中学校 |
| 日吉本町六丁目 | 24番3〜11号                 | 横浜市立下田小学校   | 横浜市立日吉台西中学校 |

## 事業所
2021年（令和3年）現在の経済センサス調査による事業所数と従業員数は以下の通りである。
| 丁目           | 事業所数  | 従業員数 |
| -------------- | --------- | -------- |
| 日吉本町一丁目 | 411事業所 | 3,390人  |
| 日吉本町二丁目 | 62事業所  | 386人    |
| 日吉本町三丁目 | 91事業所  | 496人    |
| 日吉本町四丁目 | 75事業所  | 990人    |
| 日吉本町五丁目 | 45事業所  | 251人    |
| 日吉本町六丁目 | 27事業所  | 180人    |
| 計             | 711事業所 | 5,693人  |

### 事業者数の変遷
経済センサスによる事業所数の推移。
| 年                 | 事業者数 |
| ------------------ | -------- |
| 2016年（平成28年） | 732      |
| 2021年（令和3年）  | 711      |

### 従業員数の変遷
経済センサスによる従業員数の推移。
| 年                 | 従業員数 |
| ------------------ | -------- |
| 2016年（平成28年） | 5,648    |
| 2021年（令和3年）  | 5,693    |

## 交通

### 鉄道
- 横浜市交通局 横浜市営地下鉄グリーンライン（4号線）
  - 日吉本町駅

## 施設
- 横浜市立駒林小学校
- 横浜市立日吉台小学校
- 横浜市立日吉台中学校
- 横浜市立日吉台西中学校
- 横浜南日吉郵便局[28]
- 港北警察署 下田交番

## その他

### 日本郵便
- 郵便番号 : 223-0062[3]（集配局：綱島郵便局[29]）

### 警察
町内の警察の管轄区域は以下の通りである。
| 丁目           | 番・番地等 | 警察署     | 交番・駐在所 |
| -------------- | ---------- | ---------- | ------------ |
| 日吉本町一丁目 | 全域       | 港北警察署 | 日吉駅前交番 |
| 日吉本町二丁目 | 全域       | 港北警察署 | 日吉駅前交番 |
| 日吉本町三丁目 | 全域       | 港北警察署 | 日吉本町交番 |
| 日吉本町四丁目 | 全域       | 港北警察署 | 日吉本町交番 |
| 日吉本町五丁目 | 全域       | 港北警察署 | 日吉本町交番 |
| 日吉本町六丁目 | 全域       | 港北警察署 | 下田交番     |

## 主な出身著名人
- 武藏山武 - 第33代横綱
- 岡野雅行 - 元サッカー日本代表
- 飯島直子 - タレント